# Dansa africana

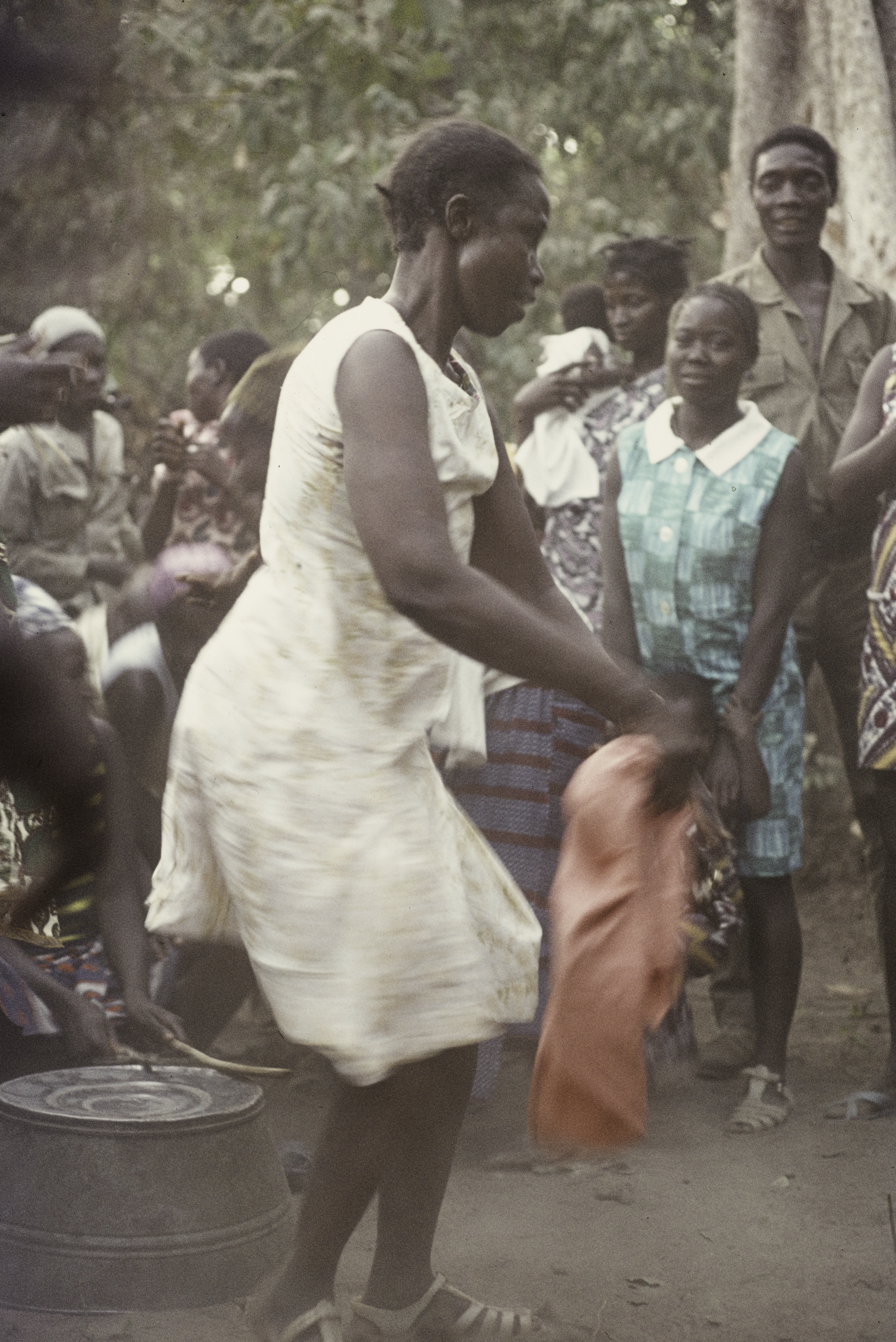
Ballarina en una festa en Canjambari, Guinea Bissau, 1974

L'expressió dansa africana fa referència principalment a la dansa en la part d'Àfrica al sud del Sàhara, i a nombrosos tipus de danses africanes producte de les moltes diferències culturals en els estils musicals i de moviment. Aquestes danses estan molt relacionades amb les tradicions musicals al sud de Sàhara i amb el sentit del ritme bantu. La dansa africana utilitza el concepte de poliritme i l'articulació total del cos. Les danses permeten interpretar patrons i valors socials, i ajuden les persones a treballar, madurar i criticar membres de la comunitat alhora que contribueixen a la celebració de festivals i funerals, competicions, recitat d'història, proverbis i poesia; i a acostar-se als déus. En general, les danses africanes promouen la participació, i fan partícips els espectadors en la mateixa expressió artística. Tret d'algunes danses espirituals religioses o d'iniciació, tradicionalment no hi ha barreres entre els ballarins i el públic, i sovint les danses rituals tenen moments en què el públic hi participa.

## Característiques
No hi ha una definició única de dansa africana: Àfrica, un continent molt vast, és ètnicament i cultural un dels més diversos del planeta. Tot i que existeixen temes semblants en les danses pròpies dels nombrosos països, cadascuna té la seua història, llenguatge, lletra, orígens i propòsit, que no poden ser traduïts a una altra dansa de la mateixa cultura ni a una altra dansa d'una altra zona del continent.

### Societat

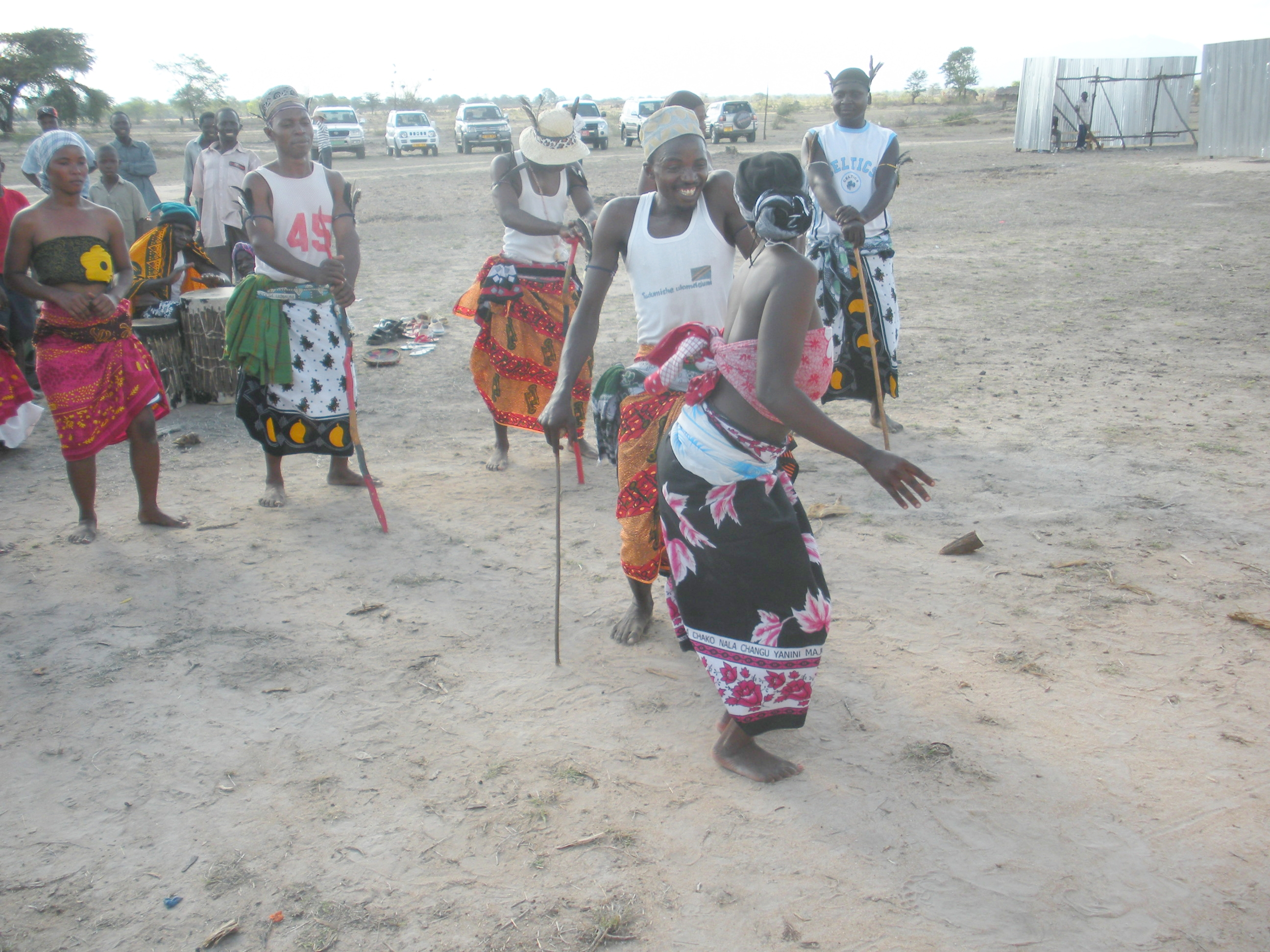
Dansa africana a Dakawa, Morogoro, Tanzània

La dansa tradicional a Àfrica és un element col·lectiu, que expressa la vida de la comunitat més que la dels individus. Els primers cronistes ja feien notar l'absència de balls de parelles en proximitat: aquest tipus d'expressions era considerat immoral per moltes societats africanes tradicionals. En totes les danses del sud del Sàhara sembla no haver-hi patrons de dansa de parella home-dona anteriors a l'era colonial europea, quan aquesta pràctica era considerada una expressió poc digna. Per exemple, per al poble ioruba, tocar-se durant el ball no és comú, tret de circumstàncies molt especials. L'única dansa amb parelles de la tradició africana sembla ser la dansa de l'ampolla del poble mankon al nord-oest de Camerun, o la dansa Assiko del poble douala, en què dansen parelles que expressen la seducció d'un sobre l'altre.
Els ballarins i percussionistes iorubes emfasitzen el talent individual, expressant desitjos de la comunitat, valors i creativitat col·lectives. Sovint les danses se separen per gènere, reforçant els rols en els xiquets i xiquetes, i també es reforcen altres estructures comunitàries com el parentiu, l'edat i l'estatus. Moltes danses les ballen només homes o dones, expressant sentiments molt forts sobre què significa ser home o dona i alguns tabús estrictes sobre la interacció entre sexes. Les danses celebren el pas de la infantesa a l'edat adulta o la devoció espiritual. Les joves dels lunda de Zàmbia practiquen durant mesos en aïllament per al ritual que marca el seu pas a la maduresa. Els homes demostren la seua energia amb danses molt violentes en què llueixen la salut i estat físic.
Els ballarins i percussionistes es prenen molt seriosament aprendre amb minuciositat les danses amb tots els detalls. Els xiquets aprenen les danses sense incorporar-hi modificacions. La improvisació o noves variacions només són possibles quan es domina la dansa, i es rep el reconeixement dels espectadors i ancians del llogaret. L'"entrenament musical" en les societats africanes comença en el naixement amb cançons de bressol, i continua quan els nadons són portats a l'esquena de la mare o pare al treball, als festivals i altres esdeveniments socials. Tant a les zones occidentals com al centre d'Àfrica els jocs de la infantesa n'inclouen els que fan comprendre diversos ritmes. Bodwich, un viatger europeu de principis del 1800, esmenta que els músics mantenien el ritme de manera estricta, «i que els xiquets mouen els caps o extremitats, mentre són a l'esquena de les mares, exactament al ritme de la música que s'està executant». Batre tres cops o dos s'escolta en els rituals quotidians i ajuda a desenvolupar «una actitud bidimensional del ritme».
L'instrument musical més emprat a Àfrica és la veu humana. Els pobles nòmades com els massais no usen tambors, però en viles arreu del continent el so i ritme dels tambors expressen l'ànim humà. En una comunitat africana, ajuntar-se responent al batre dels tambors és una oportunitat per expandir un sentiment de pertinença i solidaritat, un temps per connectar-se mútuament i ser part del ritme col·lectiu de la vida en què joves i vells, rics i pobres, homes i dones estan convidats a contribuir a la societat.
Les espatlles, el pit, la pelvis, els braços i les cames es mouen amb els distints ritmes musicals. Els ballarins a Nigèria moltes voltes combinen dos ritmes en els moviments, i en ballarins avesats es pot observar una conjunció de fins a tres ritmes. Només en poques ocasions es veuen ballarins que entrellacen quatre ritmes alhora. A vegades afigen components rítmics independents dels de la música. Tot i que de vegades no es desplaça el cos, es pot observar ballarins que realitzen moviments complexos. Els ballarins són capaços de passar d'un ritme a un altre sense perdre la gràcia dels moviments.
El batre de tambors dona un text subjacent que guia la dansa, però la majoria del significat l'aporten els gests i el metallenguatge dels ballarins. L'espontaneïtat del ball crea una extemporalitat, però no emfasitza ni promou els egos individuals dels ballarins, sinó que serveix per a preservar la comunitat i tendir un pont que ajude a la interacció entre l'audiència i els ballarins.
| Dansa              | Propòsit             | País / Tribu d'origen           |
| ------------------ | -------------------- | ------------------------------- |
| Adowa              |                      | Ghana / Aixanti                 |
| Agbaja             |                      | Ghana / Ewe                     |
| Agwara             | Festeig              | Uganda / Alur                   |
| Akogo              | Festeig              | Uganda / Iteso                  |
| Amaggunju          |                      | Uganda / Buganda                |
| Ambdues-i-bay      | Celebració           | Camerun                         |
| Bakisiimba         | Celebració           | Uganda / Buganda                |
| Bikutsi            | Celebració           | Camerun                         |
| Bwola              | Celebració           | Uganda / Acholi                 |
| Coupé-Décalé       | Celebració           | Costa d'Ivori                   |
| Ding Ding          |                      | Uganda / Acholi                 |
| Ekitaguriro        |                      | Uganda / Banyankole             |
| Ekizino            | Festeig              | Uganda / Bakiga                 |
| Entog              | Trobada              | Uganda / ètnia baris            |
| Entogoro           | Trobada              | Uganda / Banyoro, Batooro       |
| Gombey             | Collita              | Senegal                         |
| Kete               |                      | Ghana/ Ashanti                  |
| Kakilambe          | Ritual de fertilitat | Guinea o Mali/ètnia Baga        |
| Kwassa kwassa      | Celebració           | Congo (RDC)                     |
| Lamban             | Celebració           | Guinea, Senegal, Mali           |
| Larakaraka         | Festeig              | Uganda / Acholi                 |
| Makossa            | Celebració           | Camerun                         |
| Mapouka            | Cerimonial           | Costa d'Ivori                   |
| Mwaga              | Festeig              | Uganda / Bagisu                 |
| Ndombolo (Soukous) | Festeig              | República Democràtica del Congo |
| Owaro              |                      | Uganda / Samia-Bugwe            |
| Runyege            | Celebració / Cortejo | Uganda / Banyoro, Batooro       |
| Sabar              | Celebració           | Senegal/ ètnia wòlof            |
| Sunu               | Casament             | Guinea, Mali / mandenkàs        |
| Tamenaibuga        | Amistat              | Uganda / Basoga                 |
| Zouglou            | Celebració           | Costa d'Ivori                   |